# Dagalaiphus
Flavius Dagalaiphus (fl. 366) était un homme politique de l'Empire romain.

## Vie
D'origine germanique, Dagalaiphus est l'un des officiers qui entourent l'empereur Julien en Gaule. Il accompagne ce dernier lors de sa campagne en Perse en 363.
Après la bataille de Samarra, au cours de laquelle Julien est mortellement blessé, il participe à la désignation du nouvel empereur. Il s'oppose aux officiers qui avaient servi Constance II et plaide, avec les autres officiers gaulois comme Nevitta pour choisir un nouvel Auguste parmi eux. Il finit par s'accorder avec les autres généraux sur le choix de Salutius, puis - après le refus de ce dernier - sur celui de Jovien.
Il est nommé consul en 366 pour la partie orientale, sous le règne de l'empereur Valens.
Son arrière-petite-fille s'est mariée avec Flavius Areobindus.